# Санджар, Азиз
Азиз Санджар (тур. Aziz Sancar, род. 8 сентября 1946, Савур, Мардин, Турция) — турецкий и американский учёный-биохимик. В 2015 году он разделил Нобелевскую премию по химии вместе с Томасом Линдалом и Полом Модричем с формулировкой «за исследование механизмов восстановления ДНК».
Член Национальной академии наук США (2005).

## Биография
Родился седьмым из восьмерых детей в бедной семье (родители были безграмотны, но все дети получили образование). Его старший брат Кенан Санджар — отставной бригадный генерал турецких вооружённых сил, а двоюродный брат Митхат Санджар — турецкий профессор права и депутат от левой прокурдской Демократической партии народов.
Окончил медицинский факультет Стамбульского университета (1969). В 1971 году переехал в США. Прошёл магистратуру и аспирантуру по молекулярной биологии в Техасском университете в Далласе (M.S., 1975; Ph.D., 1977). В 1977—1982 годах — в постдокторантуре в Йельском университете. С 1982 года — в Университете Северной Каролины в Чапел-Хилле (с 1988 года профессор).
Жена — биохимик Гвен Санджар (урождённая Боулз, англ. Esta Gwendolyn Boles Sancar), также выпускница Университета Техаса в Далласе и профессор Университета Северной Каролины в Чапел-Хилл
.
В январе 2023 года аэропорт турецкого Мардина переименован в честь лауреата Нобелевской премии, профессора Азиза Санджара.
19 января 2025 года на церемонии, состоявшейся в Культурном центре Санджара в штате Северная Каролина, США, Генеральный секретарь ТЮРКСОЙ Султан Раев вручил Санджару медаль «Культурный посол тюркского мира».

## Награды
- Почётный диплом Президента Азербайджанской Республики (10 сентября 2021 года, Азербайджан) — за заслуги в развитии международных гуманитарных связей Азербайджанской Республики[14].
- Нобелевская премия по химии (2015).
- Международная премия имени Алишера Навои (2025)[15].
- Медаль Азербайджанской дипломатической академии (2024, Азербайджан)[16].
- Медаль Азербайджанской Республики «За заслуги в диаспорской деятельности» (2023, Азербайджан)[17].
- Почётный член академии Турции[18].
- Почётный член Национальной академии наук Азербайджана (2023, Азербайджан)[19].
- Медаль «Посол культуры тюркского мира» (2025, ТюрКСОЙ)[20].